# Villibañe
Villibañe es una pedanía perteneciente al municipio de Valdevimbre, situado en El Páramo con una población de 108 habitantes según el INE.
Está situado en la CV-194-14.

## Topónimo
El topónimo alude al poblador principal o propietario. Se trata de una forma popular de VILLA IOHANNIS, con –b- epentética o de rotura de hiato, forma en todo equivalente a la que ha producido los apellidos Peribáñez o el frecuente topónimo Santibáñez. Documentado en 1365 sin cambios significativos. Se repite en Palencia un topónimo similar: el despoblado de Santa María de Villibáñez, en Villacidaler.

## Demografía
Tiene 108 habitantes, 55 varones y 53 mujeres censados en la localidad.